# Веляново
Веляново (пол. Wielanowo) — село в Польщі, у гміні Ґжмьонца Щецинецького повіту Західнопоморського воєводства.
Населення — 79 осіб (2011).

## Демографія
Демографічна структура станом на 31 березня 2011 року:
|          | Загалом | Допрацездатний вік | Працездатний вік | Постпрацездатний вік |
| -------- | ------- | ------------------ | ---------------- | -------------------- |
| Чоловіки | 42      | 9                  | 25               | 8                    |
| Жінки    | 37      | 7                  | 15               | 15                   |
| Разом    | 79      | 16                 | 40               | 23                   |